# Stylidium spathulatum
Stylidium spathulatum este o specie de plante dicotiledonate din genul Stylidium, familia Stylidiaceae, ordinul Asterales.

## Subspecii
Această specie cuprinde următoarele subspecii:
- S. s. spathulatum
- S. s. spinulosum

## Galerie de imagini

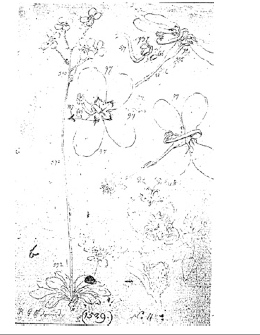